# Île à la Croix
Île à la Croix är en ö i Kanada.   Den ligger i provinsen Québec, i den sydöstra delen av landet, 300 km nordost om huvudstaden Ottawa.
I omgivningarna runt Île à la Croix växer i huvudsak blandskog. Trakten runt Île à la Croix är nära nog obefolkad, med mindre än två invånare per kvadratkilometer.